# 絕命異次元：坍塌
《絕命異次元：坍塌》是2008年美國羅曼影院出品的科幻驚悚成人恐怖動畫電影，由查克·派顿執導，並由賈斯汀·葛雷和吉米·帕爾米奧提共同編劇。電影改編自藝電於同年發售的生存恐怖游戏《絕命異次元》，並作為遊戲的前傳故事。主要講述未來世界的採礦星艦「石村號」（USG Ishimura）因尋獲外星文物，導致船上發生外星變種生物「屍變體」（Necromorphs）爆發而逐一淪陷，主要圍繞石村號上的保全隊為捍衛船隻而英勇奮戰的故事。
電影採用非戲院首映的DVD發行形式，而上映後評價褒貶不一，主要稱讚配音陣容、動畫與劇情，批評則集中在過短的片長、過分展示暴力場面、以及氛圍塑造。續作為2011年動畫電影《絕命異次元：劫後餘生》，同樣作為續作遊戲《絕命異次元2》的前傳電影。

## 劇情
2508年，人類為了解決地球資源枯竭問題，在外太空各處進行殖民，展開一系列行星裂解工程以採集其他星球的可用資源。負責開採的CEC公司瞞著地球政府，私闖封鎖多年的「聖盾七號星系」建立殖民地，進行一場非法的星球開採任務。地質學家珍妮佛·巴洛在星球一處勘驗時，偶然發現一座外形類似磐石的外星文物「神印」（Marker），作為宗教團體「統一教」膜拜的聖物。隨著CEC公司的大型採礦星艦「石村號」（USG Ishimura）抵達星系，開採工程隨即實行。然而自從尋獲神印後，殖民地發生多起礦工失心瘋導致自相殘殺的暴力事件。身為統一教徒的艦長班傑明·馬賽亞斯對殖民地騷動視而不見，堅持要將神印運上船讓科學官泰倫斯·凱恩進行研究，且等任務結束後帶回地球供奉。唯獨石村號保全隊長艾麗莎·文森對此嗤之以鼻，她認為神印才是引發暴力事件的真正源頭。
正當石村號靠引力索將星球一處石塊拉起時，殖民地突然全面失聯，監視系統顯示內部血流成河。嚴重的是，神印上發出的某種信號，將死者全數變異成對非同類極具攻擊性的外星生物「屍變體」。逃過一劫的珍妮佛卻同樣精神錯亂，在丈夫柯林面前自刎身亡，迫使柯林抱著她的遺體駕駛艦艇衝入石村號中搶救。殊不知，艦艇上混進一隻能加大感染的屍變體，柯林很快被身後屍變的妻子殺死並加入屍變體行列，並在艾麗莎的保全隊封鎖機艙前，雙雙溜進石村號內部。艾麗莎帶領六名隊員跟著血跡一路調查，發現屍變體首先血洗醫療艙面，甚至將停屍間中的大量遺體全數轉變成屍變體。隊員多比斯和潘德頓相繼陣亡，直到身為統一教徒的工程師山繆·艾恩斯出手相救，並指示用切割器切斷屍變體四肢是唯一有效方法。
石村號各處陷入一片混亂，凱恩已逐漸質疑他們的宗教信仰與使命是徹頭徹尾的騙局，又回頭看到馬賽亞斯艦長越加偏執、妄想且焦躁，因此決定將馬賽亞斯解職。凱恩準備為艦長打鎮靜劑，馬賽亞斯持續掙扎導致注射針頭最終刺中他自己的眼部而當場死亡，凱恩便逃離艦橋獨自行事。這時，石村號的五十艘無人救生艙突然自行發射離船，造成所有船員無路可逃。艾麗莎一行人進入水培艙面抄近路回艦橋，然而隊員漢森過程中受神印影響而喪失理智，乃至發瘋而將隊友沈鋸成兩半，最後被隊友拉米雷斯槍殺。剩餘三人返回艦橋得知艦長已死，卻又得知凱恩正在手動關閉石村號引擎，意圖讓整艘船墜毀在行星表面而同歸於盡。艾麗莎帶領拉米雷斯和艾恩斯去阻止他，路上為了救一群受困的倖存船員，艾恩斯犧牲自己對抗成群的屍變體為兩人爭取救人的時間，最後英勇戰死而淪為屍變體。
即將到引擎室前，拉米雷斯深感自己同樣開始受神印影響而喪失心智，將艾麗莎推入門中後單獨留下來，最後隔著門慘死於大量屍變體之手。艾麗莎雖然從凱恩手中制止星艦墜毀，但石村號也停駛在行星軌道衰變上。隨著艦橋無人回應，孤身一人的艾麗莎來到神印面前，發現周圍大量的屍變體無法接近神印範圍。絕望之餘，艾麗莎突然因神印而看到已故拉米雷斯的幻覺，其督促她“繼續完成使命”。為了以防萬一，艾麗莎保存一盤自錄像，告知任何收看者關於石村號淪陷以及必須摧毀神印的警告後，一人衝向停在機艙的艦艇。由於被屍變體包圍，她只能打開機艙門，同時靠艦艇發送出求救信號。艾麗莎最終伴隨著屍變體一同吸入太空中赴死，完成使命之下壯烈犧牲。而後，一艘CEC公司指派前來維修的小型艦艇「凱里昂號」（USG Kellion），收到求救信號而準備在石村號中進行停靠。

## 配音表
- 妮卡·福特曼（英语：Nika Futterman） 聲演 艾麗莎·文森（Alissa Vincent）
- 基斯·札拉比加（英语：Keith Szarabajka） 聲演 泰倫斯·凱恩（Dr. Terrence Kyne）
- 吉姆·卡寧斯（英语：Jim Cummings） 聲演 班傑明·馬賽亞斯艦長（Capt. Benjamin Mathius）
- 哈爾·斯帕克斯 聲演 拉米雷斯（Ramirez）
- 凱文·麥可·理查森 聲演 山繆·艾恩斯（Samuel Irons）
- 胡凱莉 聲演 沈（Shen）
- 菲爾·莫里斯（英语：Phil Morris (actor)） 聲演 漢森（Hansen）
- 布魯斯·巴克林納 聲演 柯林·巴洛（Colin Barrow）
- 莉亞·薩金特（英语：Lia Sargent） 聲演 珍妮佛·巴洛（Jennifer Barrow）

## 備註
1. ↑  官网
2. ↑  .   [2021-12-10]. （原始内容存档于2021-12-10）.